# Clavé
Clavé – miejscowość i gmina we Francji, w regionie Nowa Akwitania, w departamencie Deux-Sèvres.
Według danych na rok 1990 gminę zamieszkiwało 318 osób, a gęstość zaludnienia wynosiła 16 osób/km² (wśród 1467 gmin regionu Poitou-Charentes Clavé plasuje się na 699. miejscu pod względem liczby ludności, natomiast pod względem powierzchni na miejscu 404.).